# Coupe de France de football 1938-1939
Navigation
Coupe de France 1937-1938 Coupe de France 1939-1940
La Coupe de France 1938-1939 était la 22e édition de la coupe de France, et a vu la victoire finale du Racing Club de Paris.
727 clubs se sont engagés dans cette compétition, avec le 1er tour programmé le 1er septembre 1938

## Cinquième tour
| Équipe 1             | Score                    | Équipe 2             | Lieu                    |
| Nîmes Olympique (D2) | 3-3 (a.p.)               | Stade raphaëlois     | Stade Jean-Bouin, Nîmes |
| Stade raphaëlois     | 2-1 (match rejoué, a.p.) | Nîmes Olympique (D2) | Saint-Raphaël           |

## Trente-deuxièmes de finale
Les matchs opposant l'AS Troyes au CO Billancourt et l'OFC Charleville à l'US Pogon Auchel ont été joués à trois reprises (car les tirs au but n'existaient pas) avant de voir l'AS Troyes et l'OFC Charleville s'imposer lors de la troisième rencontre.
| Équipe 1                            | Score                     | Équipe 2                  | Date                                 |
| Olympique de Marseille              | 9-1                       | AL Gironde                | 17/12/1938                           |
| Olympique alésien                   | 3-0                       | Annecy Football Club      | 18/12/1938                           |
| Stade rennais UC                    | 5-0                       | SM Caen                   | 18/12/1938                           |
| Bessèges                            | 1-6                       | OGC Nice                  | 18/12/1938                           |
| Stade briochin                      | 1-9                       | CA Paris                  | 18/12/1938                           |
| Racing Club de Paris                | 3-0                       | US Quevilly               | 18/12/1938                           |
| Stade de Reims                      | 1-0                       | Stade français            | 18/12/1938                           |
| Calais RUFC                         | 0-1                       | Excelsior de Roubaix      | 18/12/1938                           |
| RC Roubaix                          | 1-0                       | CSO Amnéville             | 18/12/1938                           |
| FC Rouen 1899                       | 3-2                       | US Boulogne Côte d'Opale  | 18/12/1938                           |
| ASJ Châteaudun                      | 0-1                       | Red Star 93               | 18/12/1938                           |
| AS Saint-Etienne                    | 4-2                       | Rapid de Menton           | 18/12/1938                           |
| Sporting Club de Draguignan         | 0-10                      | FC Sète                   | 18/12/1938                           |
| Stade raphaëlois                    | 0-2                       | FC Sochaux-Montbéliard    | 18/12/1938                           |
| Toulouse Football Club (1937)       | 6-0                       | CDE Bordeaux              | 18/12/1938                           |
| AS Troyes                           | 2-2, 4-4 puis 7-0         | CO Billancourt            | 18/12/1938 - 25/12/1938 - 01/01/1939 |
| US Wittenheim                       | 1-3                       | Football Club de Nancy    | 18/12/1938                           |
| Stade Olympique de Merlebach        | 1-2                       | Football Club de Mulhouse | 18/12/1938                           |
| FC Bordeaux-Boscat                  | 1-3                       | SO Montpellier            | 18/12/1938                           |
| FC Antibes                          | 6-0                       | Saint-Chamond Football    | 18/12/1938                           |
| Stade béthunois FC                  | 2-1                       | FC Dieppe                 | 18/12/1938                           |
| FC Girondins de Bordeaux            | 4-0                       | Angers SCO                | 18/12/1938                           |
| AS Cannes                           | 8-0                       | EB Orthez Football        | 18/12/1938                           |
| SO Est                              | 2-1                       | USB Longwy                | 18/12/1938                           |
| Olympique football club Charleville | 2-2, 2-2 puis 4-2         | US Pogon Auchel           | 18/12/1938 - 25/12/1938 - 01/01/1939 |
| USL Dunkerque                       | 3-0                       | USO Bruay                 | 18/12/1938                           |
| FCF Juvisy                          | 1-2                       | Olympique lillois         | 18/12/1938                           |
| SC Fives                            | 4-0                       | Tourcoing Football Club   | 18/12/1938                           |
| FC Hayange                          | 0-3                       | AS Hautmont               | 18/12/1938                           |
| Arras Football                      | 2-3                       | Le Havre AC               | 18/12/1938                           |
| Sports réunis Colmar                | 3-1 puis 0-3 par pénalité | RC Lens                   | 18/12/1938                           |
| Amiens SC                           | 0-1                       | FC Metz                   | 18/12/1938                           |

## Seizièmes de finale
| Stade            | Équipe 1                  | Score                | Équipe 2                            | Date                  |
| ---------------- | ------------------------- | -------------------- | ----------------------------------- | --------------------- |
| Amiens           | Excelsior de Roubaix      | 3-0                  | FC Rouen 1899                       | 08/01/1939            |
| Bordeaux         | Olympique lillois         | 4-1                  | Toulouse Football Club (1937)       | 08/01/1939            |
| Clermont-Ferrand | AS Cannes                 | 4-2                  | AS Troyes                           | 08/01/1939            |
| Le Havre         | Racing Club de Paris      | 2-0                  | RC Lens                             | 08/01/1939            |
| Lens             | Stade de Reims            | 2-1                  | AS Hautmont                         | 08/01/1939            |
| Lille            | RC Roubaix                | 3-1                  | SO Est Paris                        | 08/01/1939            |
| Lyon             | FC Antibes                | 2-0                  | Olympique football club Charleville | 08/01/1939            |
| Marseille        | SC Fives                  | 1-0                  | OGC Nice                            | 08/01/1939            |
| Metz             | Football Club de Mulhouse | 2-1                  | Red Star 93                         | 08/01/1939            |
| Nancy            | AS Saint-Étienne          | 1-0                  | Stade béthunois FC                  | 08/01/1939            |
| Paris            | FC Sète                   | 3-0                  | Le Havre AC                         | 08/01/1939            |
| Reims Paris      | FC Metz                   | 1-1 (a.p.) 2-0       | FC Sochaux-Montbéliard              | 08/01/1939 13/01/1939 |
| Rennes Angers    | FC Girondins de Bordeaux  | 4-4 (a.p.) 2-1(a.p.) | CA Paris                            | 08/01/1939 19/01/1939 |
| Rouen            | Stade rennais UC          | 4-1                  | USL Dunkerque                       | 08/01/1939            |
| St Étienne       | Football Club de Nancy    | 3-0                  | Olympique alésien                   | 08/01/1939            |
| Toulouse         | SO Montpellier            | 1-0                  | Olympique de Marseille              | 08/01/1939            |

## Huitièmes de finale
| Équipe 1          | Score       | Équipe 2      |  |
| Olympique Lillois | 2-1         | Bordeaux      |  |
| Sète              | 3-0         | Metz          |  |
| RC Paris          | 4-0         | Mulhouse      |  |
| Fives             | 3-2         | Antibes       |  |
| Nancy             | 1-0         | Rennes        |  |
| Reims             | 0-0 1-1 1-0 | Saint Étienne |  |
| RC Roubaix        | 4-2         | Excelsior     |  |
| SO Montpellier    | 0-0 2-1     | Cannes        |  |

## Quarts de finale
| Équipe 1               | Score            | Équipe 2                    |                       |
| SC Fives (D1)          | 3 - 0            | SO Montpellier (D2)         | 05/03/1939            |
| Olympique lillois (D1) | 1 - 1 a.p., 4 -1 | FC Nancy (D2)               | 05/03/1939 23/03/1939 |
| RC Paris (D1)          | 3 - 1            | Racing Club de Roubaix (D1) | 05/03/1939            |
| FC Sète (D1)           | 5 - 0            | Stade de Reims (D2)         | 05/03/1939            |

## Demi-finale
Les matchs de la demi-finale se sont joués le 2 avril 1939.
La première demi-finale s'est tenue à Paris. La deuxième opposant Lille à Sète s'est tenue à Lyon.
| Équipe 1               | Score | Équipe 2      |  |
| RC Paris (D1)          | 1 - 0 | SC Fives (D1) |  |
| Olympique lillois (D1) | 1 - 0 | FC Sète (D1)  |  |

## Finale
La finale se dispute au Stade olympique Yves-du-Manoir à Colombes, le 14 mai 1939. Elle est arbitrée par Paul Marenco.
Le Racing Club de Paris l'emporte sur le score de 3 buts à 1 face à l'Olympique lillois.
Il s'agit ici de la deuxième Coupe de France gagnée par le Racing.
| Clubs                | Racing Club de Paris - Olympique lillois |
| Score                | 3-1 |
| Date                 | 14 mai 1939 |
| Stade                | Stade olympique Yves-du-Manoir, Colombes 52 431 spectateurs |
| Arbitre              | Paul Marenco |
| Buts                 | José Perez (4e), Émile Veinante (25e), Jules Mathé (40e) pour le Racing Paris; Gérard Kalocsai (19e) pour Lille.                                                                                        |
| Racing Club de Paris | Rodolphe Hiden - Maurice Dupuis, Raoul Diagne, Ramon De Zabalo, Auguste Jordan, Louis Wojtkowiak, José Perez, Oscar Heisserer, Henri Ozenne, Emile Veinante (cap.), Jules Mathé. Entraîneur : Elie Rous |
| Olympique lillois    | Julien Darui - Jules Vandooren, Laurent Walczak (cap.), Jules Carly, Janos Moré, Jean Cléau, Jules Bigot, André Cheuva, Jacques Delannoy, Jean-Marie Prévost, Géza Kalocsai. Entraîneur : Eugène Conrad |